# Tự thiêu
Tự thiêu là hành động tự sát bằng lửa của cá nhân, sử dụng chất dễ cháy như xăng, dầu tẩm vào người và phóng hỏa. Trong khi về hình thức không khác các hành vi tự sát khác, người biến mình thành cây đuốc sống khi thực hiện hành vi tự thiêu thường nhằm mục đích phản đối một điều gì đó và không hiếm khi, tính mục đích mang màu sắc của chính trị (như phản đối một chính sách, một thể chế).
Trong lịch sử nhân loại từng có những vụ việc tự thiêu nổi tiếng. Như vụ Ryszard Siwiec, người đầu tiên tự sát bằng cách tự thiêu để phản đối vụ Khối Hiệp ước Warsaw tấn công Tiệp Khắc do Liên Xô lãnh đạo. Hòa thượng Thích Quảng Đức tại Sài Gòn năm 1963 nhằm tử vì đạo, phản đối các chính sách của chính quyền Ngô Đình Diệm. Norman Morrison tự thiêu ngày 2 tháng 11 năm 1965 bên bờ sông Potomac, gần Lầu Năm Góc, để phản đối cuộc chiến của Mỹ ở Việt Nam. Romas Kalanta, một học sinh trung học người Litva đã tự thiêu để phản đối việc biến Litva thành một nước Xã hội chủ nghĩa trực thuộc Liên Xô, Jan Palach, tự thiêu năm 1969 phản đối Liên Xô đã tràn sang xâm chiếm Tiệp Khắc. Mohamed Bouazizi tự thiêu ngày 17 tháng 10 năm 2010 là khởi điểm của làn sóng cách mạng Mùa xuân Ả Rập.

## Tự thiêu trong đạo Phật
Tự thiêu là một hành động tương đối phổ biến trong đạo Phật. Tự thiêu thân bằng lửa là đặc thù trong Phật giáo. Tại Việt Nam, sau 8 vị Bồ Tát tự thiêu năm 1963, đến 1976 lại có 12 vị Bồ Tát Tăng Ni tự thiêu tại miền Tây Việt Nam, để bảo vệ Đạo pháp và dân tộc.
Theo Phật giáo, người tu hành sau khi tu đến 10 địa, thì hình hài thân xác hiện tại chỉ là hình hài giả tạm do các duyên giả hợp mà có, nên sẵn sàng thiêu thân để Cứu khổ chúng sanh. Đây cũng là cách: 
- Là cách cúng dường thân xác lên chư Phật, để mong đạt được mục đích lợi lạc cho bản thân và đạo pháp.
- Làm đuốc soi tâm ác độc của các bạo quyền, được phát sinh lòng từ, mà ngưng tay đàn áp Tôn giáo, lương dân vô tội.
- Là cách phản đối, lên án những hành động hiếp đáp dân lành của các bạo quyền.[cần dẫn nguồn]

Theo kinh Phật, tại Ấn Độ, có vị Bồ Tát Nhất Thiết Chúng Sanh Hỷ Kiến ưa tu tập khổ hạnh, đã mặc quần áo Phật giáo, tự quấn vào thân, rưới các thứ dầu thơm, rồi tự đốt thân mình, để cúng dường lên Đức Phật Nhật Nguyệt Minh Đức.
Trước khi Đức Phật ra đời, đã có vô số Bồ Tát tu pháp khổ hạnh qua pháp tự thiêu thân, để cúng dường chư Phật, để mong cầu giác ngộ thành Phật. Khi Đức Phật ra đời, cũng có Bồ Tát Tự thiêu. Sau khi Đức Phật nhập cõi Niết bàn (chết), cho đến nay, đã có nhiều vị Bồ Tát xuất gia, tại gia tự thiêu thân, để cầu đạo giác ngộ hay cứu khổ độ sanh.